# Bellavista-La Palmera
Bellavista-La Palmera és un dels onze districtes en què està dividida a efectes administratius la ciutat de Sevilla, capital de la comunitat autònoma d'Andalusia, en Espanya. Està situat al sud del municipi de Sevilla. Limita al sud i a l'est amb el municipi de Dos Hermanas; al nord limita amb el Districte Sur; i a l'oest amb Los Remedios.

## Barris
- Bellavista
- Heliópolis
- Elcano-Los Bermejales
- Sector Sur-La Palmera-Reina Mercedes
- Pedro Salvador-Las Palmeritas
- Barriada de Pineda[1]

## Comunicacions
Creuen el districte transversalment l'Avinguda de la Palmera, l'Avinguda de Jerez i l'Avinguda de Bellavista, que segueix el traçat de l'antiga N-IV al seu pas per Bellavista.
El districte està comunicat amb la xarxa de Rodalies de Renfe mitjançant l'estació de Bellavista, en l'Avinguda de Jerez on fa parada la línia C-1 Utrera-Lora del Río.
Pel que fa al servei d'autobusos urbans (TUSSAM), serveixen al districte les línies següents:
| Línia | Destí                                                          |
| ----- | -------------------------------------------------------------- |
| 2     | Barqueta - Polígono San Pablo - Ciudad Sanitaria - Heliópolis  |
| 6     | San Lázaro - Los Remedios - Reina Mercedes - Ciudad Sanitaria  |
| 34    | Prado San Sebastián - Los Bermejales (per Reina Mercedes)      |
| 37    | Prado San Sebastián - Bellavista (per Pedro Salvador i Pineda) |
| 38    | Prado San Sebastián - Pítamo (per Felipe II i Av. de la Paz)   |